# ماریبل وردو
ماریا ایزابل وردو رویان (اسپانیایی: María Isabel Verdú Rollán‎؛ زادهٔ ۲ اکتبر ۱۹۷۰) بازیگر اسپانیایی است. وی از سال ۱۹۸۵ میلادی تاکنون مشغول فعالیت بوده‌است.
از فیلم‌ها یا برنامه‌های تلویزیونی که وی در آن نقش داشته‌است، می‌توان به موج جنایت، آفتابگردان‌های کور، بخت نیک، گروگان‌هایی در باریو، داستان‌های ناگفتنی، اُبیه‌دو اکسپرس، و همچنین مادرت، هزارتوی پن، ابراکادابرا، روزگار خوش، ریموند و ری، روزهای فروشگاه حیوانات خانگی و تترو اشاره کرد.